# The Searchers
The Searchers su britanska rock glazbena grupa, osobito popularna šezdesetih godina prošlog stoljeća, u vrijeme ekspanzije merseybeata, liverpulskog glazbenog fenomena u kojem su uz oni bili druga grupa po utjecaju i popularnosti, uz Beatlese, Swinging Blue Jeanse, Gerry and the Pacemakerse i ostale manje poznate grupe.
Najveće uspješnice sastava bila su reizdanja pjesama, kao Sweets for My Sweet, (uspjeh američke grupe The Drifters iz 1961.), pa  Needles and Pins, (hit američke pjevačice Jackie DeShannon iz  1963.), pa When You Walk In The Room,   Sugar and Spice; Don't Throw Your Love Away, Love Potion No. 9(grupe The Clovers). Oni su bili druga liverpoolska grupa(nakon Beatlesa) koja je dospjela na američke liste popularnosti, sa singl pločom Needles and Pins (ožujak, 1964.)

## Povijest grupe
Sastav je osnovao John McNally (rođen 1941. u Liverpoolu), kao gitaristički ( skiffle) sastav u Liverpoolu 1959.godine. Ime su uzeli po tada vrlo popularnom vestern filmu iz 1956.,  - The Searchers(Tragači). Šesdesetih godina se sastav transformirao u klasični električarski beat sastav (tri gitare, bubnjevi i vokali) i počeo redovno nastupati u tadašnjoj liverpoolskoj klupskoj sceni, u klubu - Iron Door Club, pod imenom Johnny Sandon and the Searchers. Solo pjevač, Johnny Sandon, napustio je grupu pod kraj 1961., i od tad grupa djeluje sa svojim skraćenim imenom - The Searchers, kao kvartet. Nastavili su nastupati po liverpoolskim klubovima, kao što su; Iron Door, The Cavern ( poznat po Beatlesima) i drugim. Otisnuli su se i preko granice, i poput Beatlesa nastupali u slavnom Star-Club (Hamburg), 128 dana, s tri nastupa od po sat vremena, od Srpnja, 1962. U tom razdoblju startali su i s diskografskom aktivnošću, i poslije prvih neuspjeha, uspjeli su se popeti na prvo mjesto britanskih top lista, s pločom - Sweets for My Sweet (1963.). Planetarno su postali popularni, objavljivanjem ploče - Needles and Pins (1964.), koja se popela i na američke top liste. Grupa je nastavila s radom, ali sa sve manje uspjeha, nakon prvog vala britanskog beat booma(1964. – 1965.). Grupa djeluje i danas, ali više kao živi primjer rock povijesti i nostalgičarskih prisjećanja.

## Najveće uspješnice grupe(singl ploče)
| 1963. | "Sweets for My Sweet"                          | #1  | -    |
| 1963. | "Sweet Nothins"                                | #48 | -    |
| 1963. | "Sugar and Spice"                              | #2  | #44  |
| 1964  | "Needles and Pins"                             | #1  | #13  |
| 1964  | "Ain't That Just Like Me"                      | -   | #61  |
| 1964. | "Don't Throw Your Love Away"                   | #1  | #16  |
| 1964. | "Some Day We're Gonna Love Again"              | #11 | #34  |
| 1964. | "When You Walk in the Room"                    | #3  | #35  |
| 1964. | "Love Potion No. 9"                            | -   | #3   |
| 1964. | "What Have They Done to the Rain"              | #13 | #29  |
| 1965. | "Bumble Bee"                                   | -   | #21  |
| 1965. | "Goodbye My Love"                              | #4  | #52  |
| 1965. | "He's Got No Love"                             | #12 | #79  |
| 1965. | "When I Get Home"                              | #35 | -    |
| 1965  | "Take Me For What I'm Worth"                   | #20 | #76  |
| 1966. | "Take It or Leave It (pjesma Rolling Stonesa)" | #31 | -    |
| 1966. | "Have You Ever Loved Somebody?"                | #48 | #94  |
| 1967. | "Popcorn Double Feature"                       | -   | -    |
| 1967. | "Western Union"                                | -   | #115 |
| 1967. | "Second Hand Dealer"                           | -   | -    |
| 1968. | "Umbrella Man"                                 | -   | -    |
| 1971. | "Desdemona"                                    | -   | #94  |

## Članovi grupe u pojedinim razdobljima
1957. – 1959.
- John McNally (gitara, vokal),
- Ron Woodbridge(vokal),
- Brian Dolan (gitara),
- Joe West (bas-gitara),
- Joe Kennedy (bubnjevi).

1960.-veljača, 1962.
- John McNally (ritam gitara, vokal),
- Mike Pender (solo gitara, vokal),
- Chris Curtis (bubnjevi, vokal),
- Tony Jackson (bas-gitara, vokal),
- Johnny Sandon(solo pjevač).

veljača, 1962-srpanj, 1964.
- John McNally (ritam gitara, vokal),
- Mike Pender (solo gitara, vokal),
- Chris Curtis ( bubnjevi, solo vokal),
- Tony Jackson (bas-gitara, solo vokal).

'srpanj, 1964.-kolovoz, 1966.
- John McNally (ritam gitara, vokal),
- Mike Pender (solo gitara, vokal),
- Chris Curtis ( bubnjevi, solo vokal),
- Frank Allen (bas-gitara, solo vokal).

svibanj,1966.prosinac, 1969.
- John McNally (ritam gitara, vokal),
- Mike Pender (solo gitara, vokal),
- Frank Allen (bas-gitara, solo vokal),
- John Blunt (bubnjevi).

siječanj, 1970.-prosinac, 1985.
- John McNally (ritam gitara, vokal),
- Mike Pender (solo gitara, vokal),
- Frank Allen (bas-gitara, solo vokal),
- Billy Adamson (bubnjevi).

siječanj,1986. -studeni, 1998.
- John McNally (ritam gitara, vokal),
- Frank Allen (bas-gitara, solo vokal),
- Billy Adamson, (bubnjevi),
- Spencer James (solo gitara, solo vokal).

studeni, 1998.-do danas
- John McNally: Rhythm Guitar, Vocals
- Frank Allen: Bass, Lead Vocals
- Spencer James (solo gitara, solo vokal),
- Eddie Roth (bubnjevi).

## Vanjske poveznice
- Službene stranice grupe
- Ploče grupeThe Searchers